# Мборья, Тэфик
Тефик Селим Мборья (6 ноября 1891, Мборье, вилайет Манастир, Османская империя — 1 июля 1954, Буррели) — албанский политический, государственный и общественный деятель, дипломат, юрист. Генеральный секретарь Албанской фашистской партии (1939—1941) во время Второй мировой войны.

## Биография
Родился в богатой мусульманской семье. Изучал право в университете Рима, где познакомился с будущим министром иностранных дел Италии Галеаццо Чиано.
Убеждённый противник Ахмета Зогу, в 1921—1923 годах был политически связан и поддерживал Фаном Ноли. В 1924 году представлял правительство Ф. Ноли в Риме. Тогда же по инициативе правительства для установления дипломатических отношений с Советской Россией начал переговоры с советским посланником К. К. Юренёвым о возможном признании Советского государства Албанией. В этот время подружился с семьей Чиано, что оказало значительное влияние на его дальнейшую политическую карьеру.
После падения правительства Фана Ноли Т. Мборья покинул страну и присоединился к организации КОНАРЕ (Национальный революционный комитет), которая выступала против правления Ахмета Зогу в Албании. За антигосударственную деятельность Т. Мборья был заочно приговорён властями Албании к смертной казни, но в 1928 году был амнистирован. Вернувшись на родину, в 1932 году был переизбран в парламент от округа Корча.
Был депутатом парламента Албании в межвоенные годы.
После вторжения итальянских войск в Албанию в 1939 году Временный комитет Албании назначил Тэфика Мборья новым префектом округа Корча.
Когда через месяц после вторжения была основана Албанская фашистская партия, Виктор Эммануил III благодаря поддержке Г. Чиано назначил Мборью генеральным секретарём АФП, которой руководил с 1939 по 1941 год. Основным критерием его назначения были связи с семьей Чиано.
В силу своих функций был государственным министром в проитальянском албанском правительстве. В 1941 году, после падения правительства Шефкета Верладжи, ушёл из политики.
После окончания Второй мировой войны попал в плен к коммунистам, и в апреле 1945 года предстал перед Специальным судом Албании по обвинению в сотрудничестве с оккупантами. Был приговорён к смертной казни, затем приговор был изменен на 30 лет лишения свободы. Умер в 1954 году, отбывая наказание в тюрьме в Буррели, возможно, в результате отравления.